# Världsmästerskapen i skidflygning 2000
Världsmästerskapen i skidflygning 2000 hoppades 14 februari 2000 i Vikersund, Norge för tredje gången. Vikersund anordnade även mästerskapen åren 1977 och 1990. Antalet hopp i tävlingarna begränsades till tre på grund av svåra väderförhållanden.

## Individuellt
- 14 februari 2000

| Medalj | Hoppare                      | Poäng |
| Guld   | Sven Hannawald (Tyskland)    | 536.8 |
| Silver | Andreas Widhölzl (Österrike) | 522.6 |
| Brons  | Janne Ahonen (Finland)       | 484.1 |

## Medaljligan
| Rank | Nation    | Guld | Silver | Brons | Totalt |
| ---- | --------- | ---- | ------ | ----- | ------ |
| 1    | Tyskland  | 1    | 0      | 0     | 1      |
| 2    | Österrike | 0    | 1      | 0     | 1      |
| 3    | Finland   | 0    | 0      | 1     | 1      |